# Pele Møller
Pele Berthel Martin Johannes Møller (* 31. August 1939 in Qullissat) ist ein grönländischer Musiker.

## Leben
Pele Møller wurde 1939 als drittes von zehn Kindern des Arbeiters Hans Johan Josva Klaus Møller und seiner Frau Regine Amalie Bolethe Kruse in Qullissat geboren. Seine Heimatstadt war berühmt in Grönland für ihre Musikszene und so brachte Jens Henriksen aus dem örtlichen Orchester ihm das Gitarrespiel bei, als er 16 Jahre alt war. In seinem Umkreis galt er um 1960 bereits als beliebter Musiker.
Anfang der 1960er Jahre zog er nach Dänemark, um in Hundested die Technische Schule zu besuchen. Eines Tages wurde er dort von einer Gruppe junger Frauen in ein Restaurant eingeladen. Da das Restaurant den immerzu betrunkenen Gitarristen rausgeschmissen hatten, wurden die anwesenden Gäste gefragt, ob sich unter ihnen ein Gitarrist befände. Pele Møller wurde überredet, sich zu melden, und so endete der Abend damit, dass er noch mehrere Jahre mit der Band auftreten sollte. Nach seiner Rückkehr nach Grönland arbeitete er als Maschinist in der Werft in Nuuk. Er heiratete und bekam mit seiner Frau Bibiane drei Kinder. 1965 überredete er eine bekannte grönländische Band, mit ihm zu spielen, wodurch eine sechs Jahre lange Zusammenarbeit entstand. Neben der Musikkarriere war er als Mechaniker bei Grønlandsfly angestellt. Im Mai 1967 sollte er gemeinsam mit einigen Kollegen einen Hubschrauber testfliegen, aber da er seine Schwiegermutter abholen wollte, erhielt er frei. Der Hubschrauber stürzte bei dem Testflug auf ein Haus ab, wobei sowohl seine Kollegen als auch die Hausbewohnerin nahezu unverletzt überlebten, während Pele Møllers leerer Sitz von einem großen Stein getroffen wurde, der ihn wohl getötet hätte. 1968 war er Chauffeur König Frederik IX. und Königin Ingrid von Dänemark während deren Grönlandreise.
Etwa Ende der 1960er Jahre begann er damit, selbst Lieder zu komponieren und zu texten. Er entwickelte einen eigenen Jazzstil, für den er in Grönland bekannt wurde. Neben seiner Tätigkeit bei Grønlandsfly und als Musiker diente er auch als Reservepolizist und begann 1974 eine Polizeiausbildung in Dänemark und arbeitete als Polizist in Grönland.
1989 kündigte er aus zeitlichen Gründen als Polizist und wurde Kollegiumsinspektor in Narsaq und später in Nuuk. Gemeinsam mit seiner Anfang der 1990er Jahre gegründeten Band, bestehend aus dem Schlagzeuger Martin Chemnitz, der Sängerin Lone Josefsen, dem Bassisten Ludvig Petrussen und dem Keyboarder Jim Milne gab er mehrere CDs heraus und hatte in dieser Zeit seinen Karrierehöhepunkt. Insgesamt 17 Alben hat er (mit-)herausgegeben. 2020 erhielt er für sein Lebenswerk den Grönländischen Kulturpreis.